# 崔昌燮
崔 昌燮（チェ・チャンソプ、朝鮮語: 최창섭、1898年または1899年4月29日 - 1979年11月30日）は、日本統治時代の朝鮮および大韓民国のジャーナリスト、政治家。制憲・第3・4代韓国国会議員。

## 経歴
慶尚南道陜川郡出身。釜山商業（高等）学校、日本大学社会学科卒。東亜日報・朝鮮日報で記者を8年間務めた後、治安維持会慶尚南道総本部治安部長、独促国民会陜川郡支部宣伝部長、自由党陜川郡党委員長・中央委員、第3代国会大邱毎日新聞テロ事件真相調査委員会委員長を務めた。
しかし、第4代国会議員のとき、隣の陜川郡甲選挙区選出の同じ自由党の兪鳳淳議員がKNA拉北事件当時に拉北されて、その後また韓国に帰還したスパイだと誣告したため、2年の有期刑を言い渡されて投獄された。その後は国会での釈放決議により釈放されたが、自由党党務会により同党から除名された。

## エピソード
国会議員在職時代、自由党のために野次を飛ばすことで有名。また、1955年9月14日の大邱毎日新聞テロ事件が発生した後、同年10月7日の国会本会議に事件の調査報告書が提出されたとき、崔は「愛国心に燃えテロを起こした青年たちに勲章でもつけてあげたい」、つまり白色テロはテロではないという旨で発言し物議を醸した。